# Entoloma chlorophyllum
Entoloma chlorophyllum är en svampart som beskrevs av Noordel. 1980. Entoloma chlorophyllum ingår i släktet Entoloma och familjen Entolomataceae.   Inga underarter finns listade i Catalogue of Life.